# Please Remember Me
Singles de Rodney Crowell
I Don't Fall in Love So Easy
(1994) I Walk the Line Revisited
(1998)
Singles de Tim McGraw
For a Little While
(1998) Something Like That
(1999)
Clip vidéo
[vidéo] « Please Remember Me », sur YouTube
Please Remember Me est une chanson co-écrite et originellement enregistrée par le chanteur américain de country Rodney Crowell pour son album studio Jewel of the South. Quelque temps avant la sortie de album, la chanson fut publiée en single et atteignit la 69e place du classement country du Billboard américain.
Plus tard, la chanson a été enregistrée en duo par Linda Ronstadt et Aaron Neville.
La troisième version de cette chanson a été enregistrée par Tim McGraw, qui l'a sortie en 1999 sur son album A Place in the Sun et en single.
La version de Tim McGraw a passé plusieurs semaines à la première place du classement country de Billboard et a aussi atteint la 10e place du Billboard Hot 100.

## Classements

### Version de Rodney Crowell
| Classement (1995)          | Meilleur position |
| -------------------------- | ----------------- |
| États-Unis (Country Songs) | 69                |

### Version de Tim McGraw
| Classement (1999)          | Meilleur position |
| -------------------------- | ----------------- |
| États-Unis (Hot 100)       | 10                |
| États-Unis (Country Songs) | 1                 |